# Leader-Sequenz
Als Leader-Sequenz oder Leitsequenz wird in der Molekularbiologie die Nukleotidsequenz des nichttranslatierten Bereichs vom 5'-Ende einer mRNA bezeichnet. Diese 5′-UTR-Sequenz reicht bis an den Startpunkt der Translation (Start-Codon) und kann verschieden lang sein (einige wenige bis mehrere hundert Nukleotide). Sie enthält neben der für die Bindung der mRNA an ein Ribosom nötigen Bindungsstelle (RBS) – bei prokaryotischer mRNA die Shine-Dalgarno-Sequenz, bei eukaryotischer mRNA eine Kozak-Sequenz – oft noch weitere regulatorisch wirksame Sequenzabschnitte, über welche die Translationseffizienz beeinflusst werden kann.
Die Leader-Sequenz ist eine Steuerungssequenz auf der mRNA und wird nicht translatiert in das erst vom nachfolgenden offenen Leserahmen codierte Protein. Sie kann verschiedene regulatorische Sequenzen enthalten, die Bindungsstellen für spezifische RNA-bindende Proteine und Faktoren darstellen oder durch mRNA-interne Faltungen besondere Strukturmerkmale wie Haarnadelstrukturen bilden können. Dies können beispielsweise auch solche sein, die eine Attenuation ermöglichen. In diesem Fall kann sich die mRNA damit in alternative Sekundärstrukturen falten. Die eine bewirkt einen vorzeitigen Abbruch der Transkription (Terminationssignal), eine andere dagegen erlaubt die Fortsetzung der Transkription und so die anschließende Translation.
Auf der Ebene der DNA-Vorlage für das RNA-Transkript findet sich die Sequenz zwischen dem Transkriptionsstartpunkt und dem Translationsstartpunkt für das von einem Gen codierte Protein.